# 메가트론 (비스트 워즈)
트랜스포머: 비스트 워즈에 등장하는 메가트론은 다른 메가트론과 이름이 같으나 다른 인물이며 비스트 워즈 작품에 프레데콘, 비콘의 대장이다. 성우는 데이비드 케이이다.

## 상세
변형으로 티라노사우루스, 드래곤 변형하며 목적을 달성을 위해, 자신의 부하들을 이용할 속셈이 있으며 심지어 자기 자신까지도 이용하는 성격이다.
비스트 워즈 속편인 비스트 머신즈에서도 등장하며 비스트 머신즈 작품에 비콘들에 대장이 된다.